# Ruslan Katyschew
Ruslan Wassylowytsch Katyschew (ukrainisch Русла́н Васи́льович Ка́тишев; engl. Transkription Ruslan Vasyliovich Katyshev; russisch Руслан Васильевич Катышев; geboren am 18. April 1983 in Odessa, Ukrainische SSR, Sowjetunion) ist ein ukrainischer Leichtathlet. Er startet wegen seiner ererbten Blindheit in den paralympischen Startklassen T11 (Weitsprung, Dreisprung) und F11 (Fünfkampf).

## Leben
Ruslan Katyschew wuchs in schwierigen sozialen Verhältnissen in Odessa auf. Er wurde blind geboren und hat eine Netzhautdystrophie und einen Irisdefekt, die von seiner blinden Mutter vererbt wurden. Katyschew besuchte eine Blindenschule in Odessa und studierte an der Südukrainischen Nationalen Pädagogischen Universität „K. D. Uschinski“. Er graduierte 2009 zum Sportlehrer. Katyschew lebt in Odessa mit seiner sehbehinderten Ehefrau Kateryna, der blinden erstgeborenen Tochter Anna und dem nicht behinderten Sohn Maxim in einer baufälligen Mietwohnung.

## Sportliche Laufbahn
1999 wurde Katyschew von dem Trainer Eduard Kuschnirowitsch zum Probetraining in den Behindertensportverein Invasport in Odessa eingeladen. Als sich Kuschnirowitsch 2003 zur Ruhe setzte, wurde Tetyana Orlowa seine Trainerin. Als sein persönliches Vorbild betrachtet Katyschew einen ebenfalls blinden Vereinskameraden, den 2015 verstorbenen Leichtathleten Wassyl Lischtschynskyj.
Katyschews erster internationaler Wettkampf waren 2005 die IPC-Leichtathletik-Europameisterschaften im finnischen Espoo. Bei den Leichtathletik-Weltmeisterschaften der Behinderten 2006 in Assen erzielte Katyschew im Weitsprung der Klasse F12 den siebten und im Fünfkampf der Klasse P12 den vierten Platz. Ein Höhepunkt seiner Karriere sollten die Sommer-Paralympics 2008 in Beijing werden. Allerdings zog Katyschew sich eine Beinverletzung zu, so dass er im Weitsprung nur den achten und im Fünfkampf den siebten Platz erreichte.
Bei den Sommer-Paralympics 2012 in London gewann Katyschew Gold im Weitsprung und Bronze im Dreisprung. Neben einer Bronzemedaille im Weitsprung bei den Sommer-Paralympics 2016 in Rio de Janeiro gewann Katyschew bis 2017 jährlich eine Medaille bei Welt- und Europameisterschaften der Behinderten. Für die Sommer-Paralympics 2020 in London plant er seine vierte Teilnahme an Paralympics.

## Auszeichnungen
- Internationaler Sportmeister der Ukraine
- Verdienstorden der Ukraine 3. Klasse (2012)
- Verdienstorden der Ukraine 2. Klasse (2016)